# Junior Caldera
Junior Caldera, właśc. Jérôme Dumas - francuski DJ i multiinstrumentalista. Specjalizuje się w muzyce elektronicznej i house. W 2010 wydał wraz z brytyjską wokalistką, Sophie Ellis-Bextor, utwór pt. „Can't Fight this Feeling”.

## Kariera
Junior Caldera ukończył konserwatorium muzyczne. Następnie przez kilka lat był członkiem zespołu rockowego. Karierę DJ-a rozpoczął od występów w klubie D!, w Lozannie. Po przenosinach do Paryża rozpoczął komponowanie własnych utworów muzycznych. Pierwsze z nich to „Push” i „Sexy”.

## Dyskografia

### Albumy
- Debut (2009) – we Francji na #193

### Single
- „Feel It” feat. Vika Kova (2008)
- „Sleeping Satellite” feat. Audrey Lavergne (2008) – we Francji na #37
- „The Way” feat. Elan (2009) – we Francji na #22
- „What You Get” feat. Billy Bryan (2009) – we Francji na #14
- „Algo De Ti” Paulina Rubio feat. Junior Caldera (2010) – w Hiszpanii na #48
- „Can't Fight this Feeling” feat. Sophie Ellis-Bextor (2010) – we Francji na #13, w Polsce na #1
- „A Little Bit More” feat. Keely Pressly (2010)
- „It is Blasphemy” feat. Jack Strify (2011)
- „Lights Out (Go Crazy)” feat. Far East Movement & Natalia Kills (2012) – w Rosji na #1, na Malcie #3